# تغییر اقلیم در ۲۰۱۹
این مقاله رویدادهای قابل توجه، یافته‌های تحقیقاتی، اثرات و واکنش‌های مربوط به گرمایش جهانی و تغییرات آب و هوایی را در سال ۲۰۱۹ مستند می‌کند.

## خلاصه‌ها
- در ماه نوامبر، مؤسسه علمیBioScience یک مقاله هشدار منتشر کرد که در آن بیان داشت: «ما با بیش از ۱۱۰۰۰ امضاکننده دانشمند از سراسر جهان، به وضوح و صریح اعلام می‌کنیم که سیاره زمین با یک وضعیت اضطراری آب و هوایی مواجه است» و افزایش گسترده تلاش برای حفظ زیست کره ما برای جلوگیری از رنج‌های بی حد و حصر بحران آب و هوا لازم است. [۱]

## اندازه‌گیری و آمار

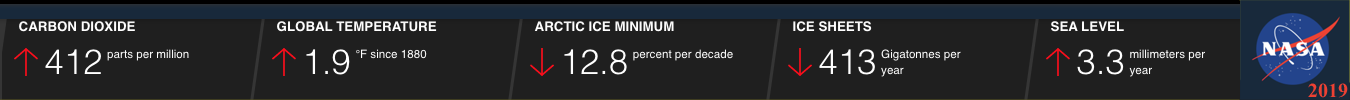
«علائم حیاتی سیاره» که توسط ناسا در ۳۱ دسامبر ۲۰۱۹ ارائه شد

- مرکز ملی اطلاعات محیطی اداره ملی اقیانوسی و جوی و سازمان بهداشت جهانی گزارش کردند که سال دارای رکورد ۲۰۱۹ دومین سال گرمترین سال در رکورد ۱۴۰ ساله آب و هوا بوده‌است.
- مرکز ملی اطلاعات محیطی اداره ملی اقیانوسی و جوی همچنین گزارش داد که اقیانوس‌ها در این سال رکورد گرمترین دما را در تمامی ادوار داشته‌اند.
- NOAA همچنین گزارش داد که هر دو اقیانوس قطب جنوب و منجمد شمالی دومین کوچکترین پوشش سالانه یخ دریا را در طول دوره رکورد ۱۹۷۹ تا ۲۰۱۹ ثبت کردند.
- شبکه رصدی در محل سازمان جهانی هواشناسی و سازمان جهانی دیده‌بان جو نشان داد که دی‌اکسید کربن (ppb 0.2±۴۱۰٫۵)، متان (ppb2±۱۸۷۷) و اکسید نیتروژن (ppb 0.1±۳۳۲٫۰) در سال ۲۰۱۹ به بالاترین حد خود رسیدند.
- گروه رودیوم تخمین زد که چین بیش از ۲۷ درصد از کل انتشار گازهای گلخانه‌ای جهانی در سال ۲۰۱۹ (۱۴ از ۵۲ گیگاتن) را به خود اختصاص داده‌است که از انتشار مجموع همه کشورهای OECD پیشی گرفته‌است، اگرچه از نظر انتشار سرانه از آنها عقب‌تر است. پس از چین، ایالات متحده (۱۱٪)، هند (۶٫۶٪)، اروپا-۲۷ (۶٫۴٪) در رده بالاترین تولیدکنندگان کربن قرار دارند.

## اقدامات و اهداف

### اقدامات سیاسی، اقتصادی، فرهنگی

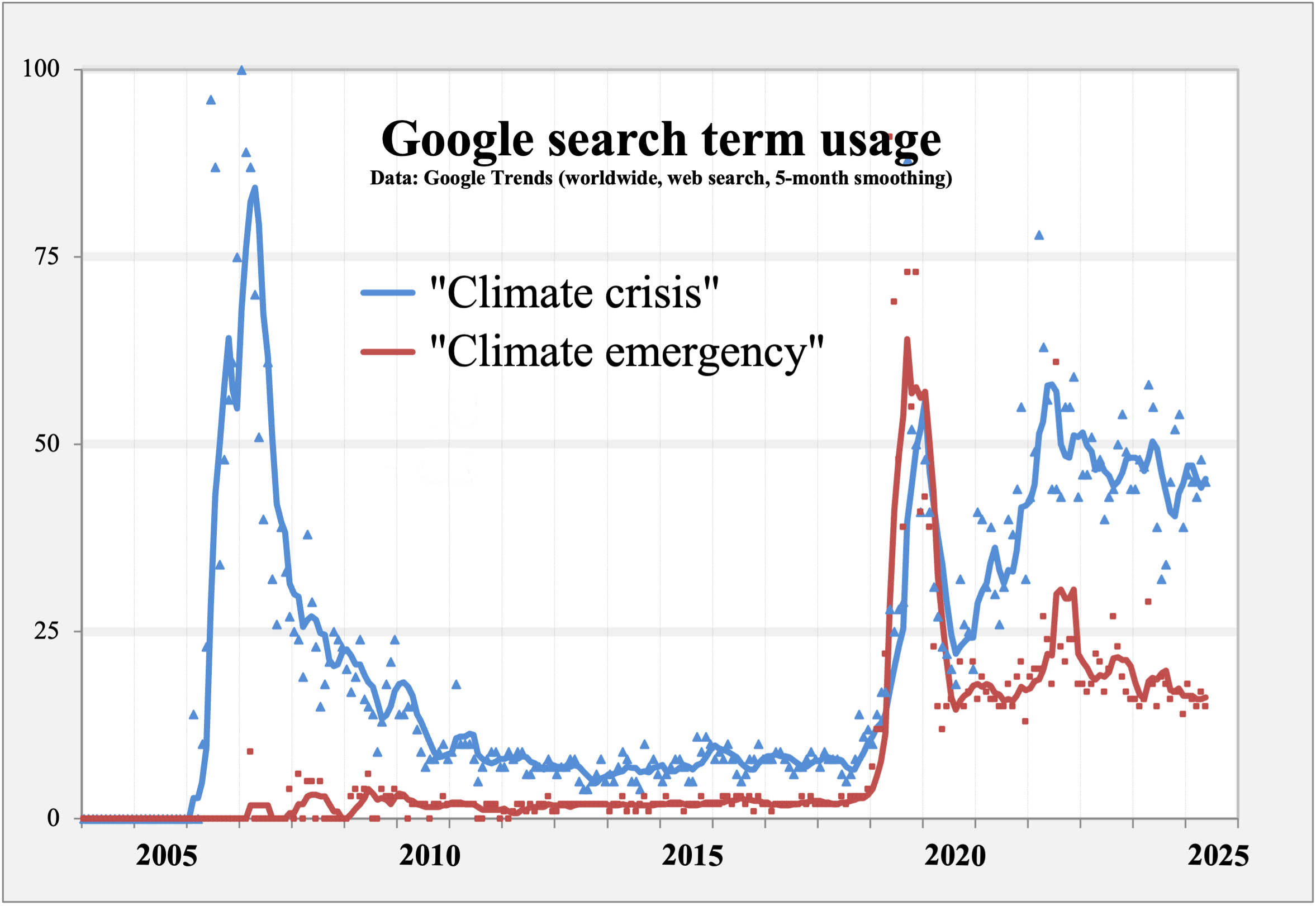
استفاده از اصطلاح ترندهای گوگل حاکی از افزایش آگاهی از بحران آب و هوا و اعلامیه‌های اضطراری آب و هوا در سال ۲۰۱۹ است.

- در سال ۲۰۱۹، آمازون و Global Optimism با همکاری یکدیگر The Climate Pledge را تأسیس کردند که شرکت‌های امضاکننده آن متعهد شدند تا سال ۲۰۴۰ انتشار خالص کربن را به صفر برسانند و سرمایه‌گذاری در محصولات و خدمات کم کربن را تشویق کنند.
- در سپتامبر، تونبرگ در اجلاس اقدام اقلیمی سازمان ملل در سال ۲۰۱۹ سخنرانی کرد و از رهبران جهان به دلیل عدم اقدام در مورد تغییرات آب و هوایی انتقاد کرد.
- در نروژ، در سال ۲۱۹ خودروهای برقی ۵۴ درصد از کل فروش خودروهای جدید را در سال ۲۰۱۹ تشکیل دادند و نروژ اولین کشوری است که در یک سال خودروهای برقی بیشتری نسبت به موتورهای بنزینی، هیبریدی و دیزلی فروخته‌است. دولت نروژ قصد دارد تا سال ۲۰۲۵ فروش خودروهای بنزینی و دیزلی را ممنوع کند.